# Omar Infante
Omar Rafael Infante (né le 26 décembre 1981 à Puerto La Cruz, Anzoátegui, Venezuela) est un joueur d'utilité occupant présentement le poste de deuxième but dans la Ligue majeure de baseball.
Il fait partie de l'équipe des Royals de Kansas City championne de la Série mondiale 2015 et a participé au match des étoiles en 2010 comme représentant des Braves d'Atlanta.

## Carrière

### Tigers de Detroit
Omar Infante signe avec les Tigers de Detroit en 1999 et fait ses débuts dans les majeures le 7 septembre 2002.
Il affiche certaines de ces meilleurs statistiques offensives en 2004 (133 coups sûrs, 16 circuits, 55 points produits) et 2005 (43 points produits). Il joue principalement à la position d'arrêt-court, mais aussi comme joueur de deuxième but et au champ extérieur.

### Braves d'Atlanta
Après la saison 2007, Infante est échangé des Tigers aux Cubs de Chicago en retour de Jacque Jones. Infante ne revêt pas l'uniforme des Cubs puisque ceux-ci le transfèrent quelques semaines plus tard aux Braves d'Atlanta avec Will Ohman pour acquérir les services de Jose Ascanio.
Infante présente une moyenne au bâton de ,293 en 96 parties à sa première année chez les Braves en 2008.  Il produit aussi 40 points. Après la saison, il signe un contrat de 2 ans pour 4,3 millions de dollars avec Atlanta. En 2009, il frappe pour ,305 en 70 parties jouées.

### Marlins de Miami
Le 16 novembre 2010, Infante et le lanceur de relève gaucher Mike Dunn passent aux Marlins de la Floride dans la transaction qui envoie à Atlanta le joueur de deuxième but Dan Uggla. Infante frappe pour ,276 en 148 parties pour les Marlins en 2011, obtenant 7 circuits et 49 points produits, ce qui est, dans ce dernier cas, son plus haut total depuis la saison 2004.

### Retour chez les Tigers de Détroit
Le 23 juillet 2012, les Marlins échangent Infante et le lanceur Aníbal Sánchez aux Tigers de Détroit en retour du lanceur droitier Jacob Turner, du lanceur gaucher Brian Flynn et du receveur Rob Brantly.
Infante est aligné au deuxième but chez les Tigers jusqu'à la fin de la saison 2013 et accompagne le club deux automnes dans les séries éliminatoires. 
Il complète sa saison régulière 2012 avec 12 circuits, 53 points produits et une moyenne au bâton de ,274 en 149 parties jouées au total pour Miami et Détroit. En éliminatoires, il frappe pour ,300 avec 15 coups sûrs en 50 présence au bâton. Il est l'un des rares frappeurs des Tigers à connaître du succès dans la Série mondiale 2012 perdue aux mains des Giants de San Francisco alors qu'il frappe pour ,333 avec 5 coups sûrs en 15 présences au bâton lors des 4 matchs de la finale.
En 2013, il maintient une moyenne au bâton de ,318 en 118 matchs joués et aide les Tigers à remporter à nouveau le titre de la division Est de la Ligue américaine. Il rate un mois d'activité, du début juillet au début août, après une blessure à la cheville. Il frappe 10 circuits, produit 44 points et en marque 54 en plus d'afficher sa moyenne de puissance (,450) la plus élevée en une saison. Les succès en offensive ne sont cependant guère au rendez-vous en éliminatoires, alors qu'il ne frappe que pour ,205 en 11 parties.

### Royals de Kansas City
Le 16 décembre 2013, Omar Infante rejoint les Royals de Kansas City sur un contrat de 4 saisons signé quelques jours avant son 32e anniversaire de naissance.